# Нємцовце
Нємцовце (словац. Nemcovce) — село в Словаччині, Бардіївському окрузі Пряшівського краю. Розташоване в північно-східній частині Словаччини, у Низьких Бескидах в долині річки Топля.
Вперше згадується у 1427 році.
В селі є римококатолицький костел з 1975 року.

## Населення
| Рік:            | 1994. | 2004.   | 2014.   | 2024.   |
| --------------- | ----- | ------- | ------- | ------- |
| Кількість осіб: | 266   | 261     | 255     | 252     |
| Різниця:        |       | -1,87 % | -2,29 % | -1,17 % |

| Рік:            | 2023. | 2024.   |
| --------------- | ----- | ------- |
| Кількість осіб: | 265   | 252     |
| Різниця:        |       | -4,90 % |

В селі проживає 257 осіб.
Національний склад населення (за даними останнього перепису населення — 2001 року):
- словаки — 99,60 %
- русини — 0,40 %

Склад населення за приналежністю до релігії станом на 2001 рік:
- римо-католики — 82,94 %,
- протестанти — 16,27 %,
- греко-католики — 0,40 %,
- не вважають себе віруючими або не належать до жодної вищезгаданої церкви — 0,40 %